# 南津渡街道
南津渡街道，是中华人民共和国湖南省永州市零陵区下辖的一个乡镇级行政单位。

## 行政区划
南津渡街道下辖以下地区：
茆江桥社区、南津渡社区、七层坡社区、大西门社区、太平门社区、高山寺社区、百万庄社区、福寿亭社区、长古岭村、仙神桥村、牛皮滩村、大皮头村和香零山村。